# John Tavener
John Kenneth Tavener, född 28 januari 1944 i Wembley, London, död 12 november 2013 i Child Okeford, Dorset, var en brittisk tonsättare. The Lamb, Hymn to the Mother of God och Song for Athene är exempel på hans många omtyckta verk.
Han studerade komposition för Sir Lennox Berkeley. Tavener fick många influenser från den rysk-ortodoxa kyrkan, som han blev medlem av 1977.
Han sade sig vara ättling till 1500-talstonsättaren John Taverner, som han inte skall blandas samman med.
Tavener var den ende klassiska tonsättare som lanserades av The Beatles' skivbolag Apple Records. John Lennon och Ringo Starr medverkade med sina röster på inspelningen av The Whale 1968. Initiativet kom då Taveners yngre bror Roger Tavener, som var byggmästare, renoverade Ringo Starrs villa.

## Verkförteckning
- The Whale, kantat  (1968)
- Celtic Requiem  (1969)
- The Akathist of Thanksgiving  (1988)
- The Protecting Veil  (1989)
- Song for Athene  (1993)
- Agraphon  (1995)
- Eternity's Sunrise  (dikt av William Blake)  (1997)
- Total Eclipse  (1999)
- The Veil of the Temple  (2003)
- Lament for Jerusalem  (2006)